# Centro Internacional de Conferencias de Dar es-Salam
El Centro Internacional de Conferencias de Dar es-Salam (en inglés: Dar es Salaam International Conference Centre) es un centro de conferencias situado en Dar es-Salam, la antigua ciudad capital de Tanzania. A Mohamed Nur es el fundador y director gerente del City Garden Group. El Centro Internacional de Conferencias de Dar es-Salam fue fundado en 2004 y está situado en el corazón del distrito de negocios. El centro de conferencias tiene una capacidad total de 300 personas y una pequeña sala de conferencias con capacidad para 80 personas.